# Та, що стала сонцем
«Та, що стала сонцем» (англ. She Who Became the Sun) — історико-фентезійний роман Шеллі Паркер-Чан 2021 року. Дебютний роман Паркер-Чан, твір є повторним уявленням про прихід до влади імператора Чжу Юаньчжана в XIV столітті. У 2023 році вийшло продовження «Той, хто втопив світ»; ці дві книги утворюють дилогію «Сяючий імператор».
Книга отримала нагороди як за найкращий роман, так і за найкращого новачка на British Fantasy Awards, а також стала фіналістом літературної премії Lambda for Transgender Fiction та премії Г'юго за найкращий роман, зробивши Паркер-Чан першим австралійцем, номінованим на останню премію.

## Сюжет
Дія роману розгортається в Китаї XIV століття, під час правління монгольської династії Юань і повстання червоних пов'язок. У цьому історичному переосмисленні Небесний мандат — це буквальне полум'я, яке може викликати Імператор. Коли Імперія розпадеться, і Імператор, і інші, хто має владу кинути йому виклик, можуть отримати Мандат Небес.
Місцева ворожка описує долю двох дітей з селянської родини. Синові пророкують, що він досягне величі, а дочці — що вона буде ніким. Однак після того, як бандити вбивають їхнього батька, син занепадає духом і помирає. Дочка бере ім'я брата, Джу Чонба, і прикидається хлопчиком, щоб знайти притулок у буддійському монастирі.
Джу Чонба роками залишається в монастирі, зберігаючи маску і зрештою прийнявши чернечий сан. Коли настоятель викликає гнів на монголів, монастир знищує генерал Оуян. Джу приєднується до Червоних пов'язок. Вона досягає звання командира після серії, здавалося б, дивовижних військових перемог.
Тим часом Оуян, етнічний ханець, який був кастрований і поневолений монголами через зраду його родини, планує скинути своїх правителів. Це ускладнюється любов'ю Оуяна до Есена, монгольського принца, якому він служить. Оуян і Джу мають кілька військових зіткнень. Зрештою Оуян відрізає Джу руку, але залишає їй життя. Згодом він організовує смерть Есена та батька Есена, а потім повертає свої сили проти монгольського імператора.
Джу Чонба вважає, що вона повинна повністю відмовитися від своєї жіночої ідентичності, щоб заволодіти долею величі свого брата та відвернути нікчемність, спочатку передбачену для неї. Однак її точка зору змінюється, оскільки її знання про жіночі навички та розуміння жіночої точки зору постійно дають їй можливості досягти успіху. Джу закохується та виходить заміж за Ма Сюїн, яка кохає Джу, але її турбує насильство, притаманне прагненню Джу до влади. Джу поступово усуває інших командирів Червоних пов'язок, консолідуючи владу за собою. Джу захоплює столицю та вдається викликати Мандат Небесного полум'я. Її коронують королем, а Ма Сюїн за цим спостерігає.

## Теми
Було відзначено, що роман зачіпає теми статі, сексуальності та діаспорної ідентичності. В інтерв'ю South China Morning Post Паркер-Чан описала роман як «химерне переосмислення приходу до влади імператора-засновника династії Мін. Це також цікава історія про гендер», додавши, що в культурі білих австралійців існує «особливий тип австралійської маскулінності, який вважається ідеалом. Це виключає всі інші види маскулінності, особливо квір-маскулінність та азійську маскулінність».

### Натхнення
В інтерв'ю SciFiNow Паркер-Чан прокоментувала натхнення для роману:
«У моєму випадку я прагнула масштабного, з високими ставками, історичного епосу з гіперемоційністю роману, але з квір-гендерними ролями. В азійських історичних телесеріалах було багато елементів, яких я прагнула, але без квір-характеру. Китайські мережеві романи були близькими, але вони були… ну, китайською мовою. Тож наприкінці вечері ми всі пообіцяли писати книги наших сердець, незважаючи на комерційні перспективи».

## Відгуки
«Та, що стала сонцем», очолила список бестселерів Sunday Times. Еліот Шрефер дав книгу для USA Today (3,5 / 4,0), сказавши, що це був «важливий дебют, який розширює наше уявлення про те, хто може бути героєм і лиходієм», але що він мав «обмежений емоційний діапазон», оскільки «сцени доброти та співчуття майже відсутній». Пишучи для Locus, Ліз Бурк назвала роман «широким, епічним романом, сповненим політичних маневрів, збройних конфліктів (і багато з них) та напружених емоцій», і що було кілька інших романів, які «спроби такого ж перегляду — уявлення, а особливо не таке дивне переуявлення». Також написавши для Locus, Алекс Браун сказав, що «елементи фентезі не такі грандіозні в цій книзі, як вони могли б бути в інших епічних фантазіях» і що «політичні інтриги в творі роблять серіал „Пісня льоду і полум'я“ дитячою забавкою».
Лі Мандело з Tor.com сказав, що книга «рухається інтенсивними, захоплюючими, часто аморальними бажаннями двох квір-протагоністів, чиї глибоко складні стосунки з гендером і власним тілом знаходяться в центрі уваги», і що роман «не залишає байдужими етичні проблеми, пов'язані з основами імперії». Publishers Weekly писав, що «хоча невблаганно похмурий погляд Паркер-Чан на людство застряг у середині роману, її тонке дослідження гендерної ідентичності та вражаючі роздуми про тілесну автономію виділяють цю фантазію». Яамін Аль-Муттакі з The Daily Star писав, що роман є «досить прозорою розповіддю про ідентичність: формування власного простору у світі, який тебе не хоче, і формування цього простору всупереч тому, яким, на думку інших, ти маєш бути», і що книга має похмурий, інтроспективний тон, «не переймаючись великими битвами та героїчними моментами».

## Нагороди та номінації
«Та, що стала сонцем», — перший роман австралійського письменника, номінований на премію Г'юго як найкращий роман.
| Рік      | Нагорода                     | Категорія                                    | Результат    | Посилання    |
| -------- | ---------------------------- | -------------------------------------------- | ------------ | ------------ |
| 2021 рік | Премія «Ауреаліс»            | Фантастичний роман                           | У шорт-листі | [ 15 ]       |
| 2021 рік | Goodreads Choice Awards      | Дебютний роман                               | Номінація    | [ 16 ]       |
| 2021 рік | Goodreads Choice Awards      | Фантазія                                     | Номінація    | [ 4 ] [ 17 ] |
| 2022 рік | Британська премія фентезі    | Фентезійний роман (премія Роберта Холдстока) | Перемога     | [ 3 ]        |
| 2022 рік | Британська премія фентезі    | Новачок (нагорода Сіднея Дж. Баундса)        | Перемога     |              |
| 2022 рік | Премія Г'юго                 | Роман                                        | У шорт-листі | [ 2 ]        |
| 2022 рік | Літературна премія «Лямбда». | Трансгендерна фантастика                     | У шорт-листі | [ 1 ]        |
| 2022 рік | Премія Локус                 | Перший роман                                 | Номінація    | [ 18 ]       |

## Видання в Україні
Український переклад книги було опубкліковано 2024 року видаництвом «РМ». Переклад з англійської Ярослави Стріхи.